# Administration centrale
L’administration centrale (ou les administrations centrales) est la partie des administrations publiques qui dépend de l’État et du gouvernement, par opposition aux administrations territoriales.
L’administration centrale est constituée d'autorités dont les décisions peuvent s'appliquer sur l’ensemble du territoire national. Il s’agit des plus hautes autorités administratives cumulant des fonctions administratives et politiques. Elles ont généralement leur siège dans la capitale, le centre nerveux du pays.

## En comptabilité nationale
En comptabilité nationale, les administrations centrales représentent les organismes administratifs de l'État. C'est une reconstruction afin de faciliter les comparaisons internationales, qui ne peuvent être rapprochés directement à un ensemble d'organisations.

### Définition
Selon le système européen de comptabilité,

« ce sous-secteur comprend tous les organismes administratifs de l'État et autres organismes centraux
dont la compétence s'étend normalement sur la totalité du territoire économique, à l'exception des administrations de sécurité sociale de l'administration centrale. »

Les administrations de sécurité sociale sont un des quatre sous-secteurs du secteur des administrations publiques, avec les administrations d’États fédérés, les administrations locales et les administrations de sécurité sociale.

### En France
En France, ce sous-secteur est appelé par l'Institut national de la statistique et des études économiques « administration publique centrale »

« Elle comprend l'État et les organismes divers d'administration centrale (ODAC).
L'État regroupe les fonctions du pouvoir exécutif (présidence de la république, gouvernement et ministères), du pouvoir législatif (parlement) et du pouvoir judiciaire (tribunaux). Il constitue en comptabilité nationale une seule unité institutionnelle.
Les ODAC regroupent des organismes de statut juridique varié, souvent des établissements publics à caractère administratif, en général dotés de la personnalité juridique, auxquels l'État a confié une compétence fonctionnelle spécialisée au niveau national. »